# HD 181109
HD 181109，又名CD-3215071，SAO 211191、HR 7323，是一颗恒星，视星等为6.58，位于銀經6.43，銀緯-19.62，其B1900.0坐标为赤經19h 14m 0.3s，赤緯-32° -19.62′ 7″。